# The Twilight Saga: New Moon
The Twilight Saga: New Moon er efterfølgeren til publikumssuccesen Twilight. Filmen er baseret på bogen New Moon af Stephenie Meyer. Filmen er instrueret af Chris Weitz og har Kristen Stewart, Robert Pattinson og Taylor Lautner i hovedrollerne som henholdsvis Bella Swan, Edward Cullen og Jacob Black.
Filmen havde premiere den 20. november 2009.

## Handling
Tekst mangler, hjælp os med at skrive teksten

## Medvirkende
- Isabella Swan – Kristen Stewart
- Edward Cullen – Robert Pattinson
- Charlie Swan – Billy Burke
- Alice Cullen – Ashley Greene
- Rosalie Hale – Nikki Reed
- Jasper Hale – Jackson Rathbone
- Emmett Cullen – Kellan Lutz
- Dr. Carlisle Cullen – Peter Facinelli
- James – Cam Gigandet
- Jacob Black – Taylor Lautner
- Jessica Stanley – Anna Kendrick
- Mike Newton – Michael Welch
- Angela Weber – Christian Serratos
- Billy Black – Gil Birmingham
- Esme Cullen – Elizabeth Reaser
- Laurent – Edi Gathegi
- Victoria – Rachelle Lefevre
- Renée Dwyer – Sarah Clarke
- Tyler Crowley – Gregory Tyree Boyce
- Phil Dwyer – Matt Bucshell
- Eric Yorkie – Justin Chon
- Renesmee Carlie Cullen - Mackenzie Christine Foy

## Eksterne links
- The Twilight Saga: New Moon på Internet Movie Database (engelsk)
- The Twilight Saga: New Moon på Filmdatabasen
- The Twilight Saga: New Moon på Scope
- The Twilight Saga: New Moon i Svensk Filmdatabas (svensk)
- The Twilight Saga: New Moon på AlloCiné (fransk)
- The Twilight Saga: New Moon på MovieMeter (nederlandsk)
- The Twilight Saga: New Moon på AllMovie (engelsk)
- The Twilight Saga: New Moon hos American Film Institute (engelsk)
- The Twilight Saga: New Moon på Turner Classic Movies (engelsk)
- The Twilight Saga: New Moon på The Movie Database (engelsk)